# Pratapa lowii
Pratapa lowii är en fjärilsart som beskrevs av Druce 1895. Pratapa lowii ingår i släktet Pratapa och familjen juvelvingar. Inga underarter finns listade i Catalogue of Life.